# 47. ročník udílení Césarů
47. ročník udílení francouzského filmového ocenění César proběhl dne 25. února 2022 v pařížské Olympii. Ceremoniálu předsedala režisérka a scenáristka Danièle Thompsonová, moderátorem byl Antoine de Caunes. Součástí ceremoniálu byla vzpomínka na herce Gasparda Ulliela a Jeana-Paula Belmonda, kteří v uplynulém roce zemřeli.
Nejvíce cen získal film Ztracené iluze režiséra Xaviera Giannoliho, proměnil 7 z 15 nominací, včetně kategorií nejlepší scénář a nejlepší film. Film se se svými 15 nominacemi v 13 různých kategoriích stal rekordmanem v počtu nominací.
V tomto ročníku byly představeny dvě nové ceny: César pro nejlepší vizuální efekty a César pro nejlepší krátkometrážní dokument.

## Výherci a nominovaní
Výherce je uveden jako první a označen tučně.

### César pro nejlepší film
- Ztracené iluze – Xavier Giannoli
  - Hlas lásky – Valérie Lemercierová
  - Annette – Leos Carax
  - Severní Marseille – Cédric Jimenez
  - Událost – Audrey Diwanová
  - Bod zlomu – Catherine Corsini
  - Onoda – Arthur Harari

### César pro nejlepšího režiséra
- Leos Carax – Annette
  - Valérie Lemercierová – Hlas lásky
  - Cédric Jimenez – Severní Marseille
  - Audrey Diwanová – Událost
  - Xavier Giannoli – Ztracené iluze
  - Arthur Harari – Onoda
  - Julia Ducournau – Titan

### César pro nejlepší herečku
- Valérie Lemercierová – Hlas lásky
  - Leïla Bekhti – Les Intranquilles
  - Valeria Bruni Tedeschiová – Bod zlomu
  - Laure Calamy – Její cesta
  - Virginie Efira – Benedetta
  - Vicky Kriepsová – Serre moi fort
  - Léa Seydouxová – France

### César pro nejlepšího herce
- Benoît Magimel – De son vivant
  - Damien Bonnard – Les Intranquilles
  - Adam Driver – Annette
  - Gilles Lellouche – Severní Marseille
  - Vincent Macaigne – Noční doktor
  - Pio Marmaï – Bod zlomu
  - Pierre Niney – Pád letu A800

### César pro nejlepší herečku ve vedlejší roli
- Aissatou Diallo Sagna – Bod zlomu
  - Jeanne Balibarová – Ztracené iluze
  - Cécile de France – Ztracené iluze
  - Adèle Exarchopoulos – Moucha v kufru
  - Danielle Fichaud – Hlas lásky

### César pro nejlepšího herce ve vedlejší roli
- Vincent Lacoste – Ztracené iluze
  - François Civil – Severní Marseille
  - Xavier Dolan – Ztracené iluze
  - Karim Leklou – Severní Marseille
  - Sylvain Marcel – Hlas lásky

### César pro nejslibnější herečku
- Anamaria Vartolomei – Událost
  - Noée Abita – Slalom
  - Salomé Dewaels – Ztracené iluze
  - Agathe Rousselle – Titan
  - Lucie Zhang – Paříž, 13. obvod

### César pro nejslibnějšího herce
- Benjamin Voisin – Ztracené iluze
  - Sandor Funtek – Suprêmes
  - Sami Outalbali – Une histoire d'amour et de désir
  - Thimotée Robart – Záznamy paměti
  - Makita Samba – Paříž, 13. obvod

### César pro nejlepší původní scénář
- Arthur Harari a Vincent Poymiro – Onoda
  - Valérie Lemercierová a Brigitte Buc – Hlas lásky
  - Leos Carax, Ron Mael a Russell Mael – Annette
  - Yann Gozlan, Simon Moutaïrou a Nicolas Bouvet-Levrard – Pád letu A800
  - Catherine Corsini, Laurette Polmanss a Agnès Feuvre – Bod zlomu

### César pro nejlepší adaptaci
- Xavier Giannoli a Jacques Fieschi – Ztracené iluze
  - Yaël Langmann a Yvan Attal – Les Choses humaines
  - Audrey Diwanová a Marcia Romano – Událost
  - Céline Sciamma, Léa Mysius a Jacques Audiard – Paříž, 13. obvod
  - Mathieu Amalric – Serre moi fort

### César pro nejlepší kostýmy
- Pierre-Jean Larroque – Ztracené iluze
  - Catherine Leterrier – Hlas lásky
  - Pascaline Chavanne – Annette
  - Madeline Fontaine – Delikatesa
  - Thierry Delettre – Eiffel

### César pro nejlepší kameru
- Christophe Beaucarne – Ztracené iluze
  - Caroline Champetier – Annette
  - Paul Guilhaume – Paříž, 13. obvod
  - Tom Harari – Onoda
  - Ruben Impens – Titan

### César pro nejlepší výpravu
- Riton Dupire-Clément – Ztracené iluze
  - Emmanuelle Duplay – Hlas lásky
  - Florian Sanson – Annette
  - Bertrand Seitz – Delikatesa
  - Stéphane Taillasson – Eiffel

### César pro nejlepší střih
- Nelly Quettier – Annette
  - Simon Jacquet – Severní Marseille
  - Valentin Féron – Pád letu A800
  - Frédéric Baillehaiche – Bod zlomu
  - Cyril Nakache – Ztracené iluze

### César pro nejlepší zvuk
- Erwan Kerzanet, Katia Boutin, Maxence Dussère, Paul Heymans a Thomas Gauder – Annette
  - Olivier Mauvezin, Arnaud Rolland, Edouard Morin a Daniel Sobrino – Hlas lásky
  - Nicolas Provost, Nicolas Bouvet-Levrard a Marc Doisne – Pád letu A800
  - François Musy, Renaud Musy a Didier Lozahic – Ztracené iluze
  - Mathieu Descamps, Pierre Bariaud a Samuel Aïchoun – Záznamy paměti

### César pro nejlepší vizuální efekty
- Guillaume Pondard – Annette
  - Sébastien Rame – Hlas lásky
  - Olivier Cauwet – Eiffel
  - Arnaud Fouquet a Julien Meesters – Ztracené iluze
  - Martial Vallanchon – Titan

### César pro nejlepší filmovou hudbu
- Ron a Russell Mael (Sparks) – Annette
  - Guillaume Roussel – Severní Marseille
  - Philippe Rombi – Pád letu A800
  - Rone – Paříž, 13. obvod
  - Warren Ellis a Nick Cave – Sněžný levhart

### César pro nejlepší filmový debut
- Záznamy paměti – Vincent Maël Cardona
  - Gagarin – Fanny Liatard a Jérémy Trouilh
  - Hejno kobylek – Just Philippot
  - Sněžný levhart – Marie Amiguet a Vincent Munier
  - Slalom – Charlène Favier

### César pro nejlepší animovaný film
- Vrchol nebes – Patrick Imbert
  - Hranice odvahy – Florence Miailhe
  - Myši patří do nebe – Denisa Grimmová a Jan Bubeníček

### César pro nejlepší dokument
- Sněžný levhart – Marie Amiguet a Vincent Munier
  - Animal – Cyril Dion
  - Větší než my – Flore Vasseur
  - Debout les femmes ! – Gilles Perret a François Ruffin
  - Indes galantes – Philippe Béziat

### César pro nejlepší zahraniční film
- Otec – Florian Zeller •  Spojené království •  Francie
  - Kupé č. 6 – Juho Kuosmanen •  Finsko •  Estonsko •  Rusko •  Německo
  - Drive My Car – Rjúsuke Hamaguči •  Japonsko
  - První kráva – Kelly Reichardt •  Spojené státy americké
  - Nejhorší člověk na světě – Joachim Trier •  Norsko
  - Jen 6,5 – Saeed Roustayi •  Írán
  - Paralelní matky – Pedro Almodóvar •  Španělsko

### César pro nejlepší krátkometrážní film
- Les Mauvais garçons – Elie Girard
  - L'Âge tendre – Julien Gaspar-Oliveri
  - Le Départ – Saïd Hamich
  - Des gens bien – Maxime Roy
  - Černošský voják – Jimmy Laporal-Trésor

### César pro nejlepší krátkometrážní dokument
- Stanice Maalbeek – Ismaël Joffroy Chandoutis
  - America – Giacomo Abbruzzese
  - Les Antilopes – Maxime Martinot
  - The End of Kings – Rémi Brachet

### César pro nejlepší krátkometrážní animovaný film
- Folie douce, folie dure – Marine Laclotte
  - Opuštěná místa – Geoffroy de Crécy
  - Svět sám o sobě – Sandrine Stoïanov a Jean-Charles Finck
  - Zlatíčko – Paul Mas

### Čestný César
- Cate Blanchettová